# 奥托·伦茨
奥托·伦茨（德語：Otto Lenz；1903年7月6日—1957年5月2日），是联邦德国的政治家，曾出任联邦德国德国总理府主任、联邦德国联邦议院议员。1957年在那不勒斯不幸去世。